# Andrew Johnson
Andrew Johnson, född 29 december 1808 i Raleigh i North Carolina, död 31 juli 1875 i Carter's Station i Tennessee, var en amerikansk politiker (demokrat) som var USA:s president åren 1865–1869. 
Han blev president efter mordet på president Abraham Lincoln, som han hade varit vicepresident till i drygt en månad.

## Biografi
Johnsons far, som bland annat arbetade som dödgrävare och städare, avled när Johnson var 4 år gammal. Som tioåring blev Johnson skräddarlärling. Tack vare skräddarens vana att anställa någon som läste högt ur tidningar och böcker för sina anställda medan de satt och sydde,  fick Johnson kunskap om amerikansk historia och politik. År 1826 flyttade Johnson till Greenville i Tennesse, där han satte upp sitt eget skrädderi. Under denna period lärde han också känna sin blivande hustru Eliza McCardle Johnson, som lärde honom att läsa och skriva. Paret gifte sig den 17 maj 1827.
Andrew Johnson var borgmästare i Greeneville 1834–1838, Tennessees guvernör åren 1853–1857, och under det amerikanska inbördeskriget var han militärguvernör i samma delstat. Johnson satt i Tennessees representanthus 1835-1837 samt 1839–1841, Tennessees senat 1841-1843, USA:s representanthus 1843–1853, samt i USA:s senat 1857–1862. 
Trots att Johnson själv var demokrat nominerades han av republikanen Lincoln till vicepresidentposten vid presidentvalet 1864. Johnson blev USA:s president som efterträdare till Lincoln efter att denne mördats 1865. 
Johnson hade under sin presidenttid svårt att komma överens med den starkt republikanska kongressen, och kongressen beslutade att ställa honom inför riksrätt (impeachment), men han frikändes av senaten med en rösts marginal. Johnson är tillsammans med Bill Clinton och Donald Trump de enda amerikanska presidenter som har utsatts för detta förfarande.
Johnson misslyckades med att bli nominerad som demokraternas presidentkandidat inför presidentvalet 1868.
Efter presidentskapet försökte Johnson åter väljas till senaten men misslyckades vid sitt första försök. År 1875 lyckades han dock bli en av senatorerna för Tennessee i USA:s senat, för att bara några månader senare avlida till följd av ett slaganfall. Andrew Johnson är tillsammans med John Quincy Adams de enda presidenter som gjort politisk comeback efter presidentämbetets slut.